# Isaac N. Morris
Pour les articles homonymes, voir Morris.
Isaac Newton Morris (22 janvier 1812 - 29 octobre 1879) est un représentant des États-Unis de l'Illinois, fils de Thomas Morris et frère de Jonathan D. Morris.